# Glaphyromorphus pumilus
Espèce
Synonymes
- Lygosoma ornatum Macleay, 1877
- Lygosoma pumilum Boulenger, 1887
- Sphenomorphus pumilus (Boulenger, 1887)

Glaphyromorphus pumilus est une espèce de sauriens de la famille des Scincidae.

## Répartition
Cette espèce est endémique du Queensland en Australie.

## Publications originales
- Boulenger, 1887 : Catalogue of the Lizards in the British Museum (Nat. Hist.) III. Lacertidae, Gerrhosauridae, Scincidae, Anelytropsidae, Dibamidae, Chamaeleontidae. London, p. 1-575 (texte intégral).
- Macleay, 1877 : The lizards of the Chevert Expedition. Proceedings of the Linnean Society of New South Wales, vol. 2, p. 60-69 & 97-104 (texte intégral).